# 安东尼奥·埃利萨尔德
安东尼奥·埃利萨尔德（西班牙語：Antonio Elizalde，20世纪—），西班牙男子赛艇运动员。他曾代表西班牙参加世界赛艇锦标赛，获得一枚金牌、一枚银牌和一枚铜牌，均来自男子轻量级八人单桨有舵手项目。